# Fergus Kerr
Fergus Gordon Thomson Kerr (né le 16 juillet 1931) est un prêtre catholique écossais de la province dominicaine anglaise. Il a écrit sur un large éventail de sujets, en particulier sur Ludwig Wittgenstein et Thomas d'Aquin.

## Publications
- Fergus Gordon Kerr, Theology After Wittgenstein, Oxford ; New York, Blackwell, 1986 (ISBN 978-0-631-14688-9, OCLC 13003858)
- John Henry Newman : reason, rhetoric, and romanticism, Carbondale, IL, Southern Illinois University Press, 1991 (ISBN 978-0-8093-1758-5, OCLC 22909941)
- Fergus Gordon Kerr, Immortal Longings: versions of transcending humanity, Notre Dame, IN, University of Notre Dame Press, 1997 (ISBN 978-0-2680-1180-2, OCLC 36407666)
- Fergus Gordon Kerr, After Aquinas: versions of Thomism, Malden, MA, Blackwell Publishers, 2002 (ISBN 978-0-631-21312-3, OCLC 49743625)
- Fergus Gordon Kerr, Twentieth-Century Catholic Theologians: from neoscholasticism to nuptial mysticism, Malden, MA, Blackwell Publishers, 2007 (ISBN 978-1-405-12083-8, OCLC 64098440)
- Fergus Gordon Kerr, Contemplating Aquinas: On the Varieties of Interpretation, London, SCM Press, 2007 (ISBN 978-0-334-02922-9, OCLC 54715171)
- Fergus Gordon Kerr, "Work on Oneself": Wittgenstein's Philosophical Psychology, vol. 1, Arlington, VA, Institute for the Psychological Sciences Press, coll. « Institute for the Psychological Sciences monograph series », 2008 (ISBN 978-0-9773-1031-9, OCLC 174138810)
- Fergus Gordon Kerr, Thomas Aquinas : a very short introduction, vol. 214, Oxford ; New York, Oxford University Press, coll. « Very short introductions », 2009 (ISBN 978-0-1995-5664-9, OCLC 430497008)